# Chola Osés
Chola Osés (Buenos Aires, Argentina; 1903 - Id; 21 de junio de 1976) fue una primera actriz cómica de cine y teatro argentina de comienzos del siglo XX.

## Carrera
Chola Osés fue una destacada actriz que se lució notablemente en los escenarios argentinos durante las décadas de 1940 hasta 1960. Formó parte de numerosas compañías teatrales, genaralmente del género revisteril y de comedia, como las Félix Blanco, Luis Vittone, Brena Fregues, Luis Sandrini y Pepe Marrone.
Trabajó en el desaparecido Teatro Mayo de la mano de Gregorio Cicarelli, junto a su hermana también actriz. En ese elenco estable también estuvieron Lucha Sosa, Teresita Puértolas, Sebastián Chiola y Antonia Volpe.
En la época de oro del cine argentino se destacó en papeles secundarios, comenzando con Tierra del Fuego (1948), dirigida por Mario Soffici, protagonizada por Pedro López Lagar y Sabina Olmos y despidiéndose de la pantalla grande con la comedia El mago de las finanzas encabezada por José Marrone, Juanita Martínez y Beba Bidart en 1962.
Trabajó activamente hasta su muerte acaecida el lunes 21 de junio de 1976 a los 73 años de edad. Su hermana Nora Osés también cumplió una labor como actriz radial.

## Filmografía
- 1962: El mago de las finanzas..........madre de Feliciano
- 1951: Cartas de amor.
- 1951: Los sobrinos del zorro.
- 1950: Surcos de sangre.
- 1948: Tierra del Fuego.[1]

## Teatro
- Giuanin rey de la pizza (1936).
- El Carnaval del Diablo (1943), en el Teatro Odeón, tragicomedia en un prólogo y cuatro actos presentada por "La Gran Compañía Argentina de Comedia” con Eva Franco y Miguel Faust Rocha, junto con María Rosa Gallo, Pedro Quartucci, José Franco, Luis Otero, Alberto Candeau, Pilar Gómez, Víctor Barrueco e Iris Portillo.
- Prontuario (1948), estrenada en el Teatro Argentino con Ana María Campoy, José Cibrian, Domingo Sapelli, Edmundo Barbero, Luis Otero, Alberto Contreras, Fernando Labat y Carmen Tormo.
- Martín Fierro (1948). Con Roberto de Negri, Héctor Armendáriz, Adolfo Faust Rocha, José Cicarelli, Pedro Tocci, y gran elenco. Estrenada en el Teatro Presidente Alvear con la Compañía Argentina de Comedias dirigida por Pacual Carcavallo.
- Cuando los duendes cazan perdices (1949), de Orlando Aldama, con Luis Sandrini, Eduardo Sandrini, Malisa Zini, Irma Lagos, Fedel Despres, María Esther Buschiazzo, Alejo Rodríquez Crespo y Ángel Boffa.
- El cabo Scamione (1950), con José Marrone y Juanita Martínez, en el Teatro Astral.
- Miguelito Faringola Boxeador por Carambola (1953), con José Marrone, Juanita Martínez, Pepita Muñoz, Félix Mutarelli, Pancho Romano y Oscar Valicelli.
- Juancito de la ribera (1960), junto a Luis Sandrini, Nelly Panizza, Olinda Bozán, Alberto Bello, Juan Carlos Palma, Antonio Provitilo, Eduardo Sandrini y Alberto Vacarezza.
- Caramelos surtidos (1960), de Enrique Santos Discépolo.[2]